# Bertz + Fischer Verlag
Der Bertz + Fischer Verlag mit Sitz am Berliner Franz-Mehring-Platz wurde 1996 von Dieter Bertz und Katrin Fischer gegründet.  Der Verlag ist auf Bücher zu den Themen Politik, Kultur, Film sowie Hörbücher spezialisiert.

## Geschichte
Im Zentrum des Verlagsprogramms  stand zunächst die 1997 begonnene Reihe film mit Monografien über Regisseure (Tim Burton, Spike Lee, Alfred Hitchcock, Stanley Kubrick u. a.) und bedeutende Schauspieler (Robert De Niro, Marlon Brando u. a.). Die Reihe zeichnete sich durch eine neuartige Bebilderung aus, die in mehrseitigen Bildstrecken die Filmanalysen veranschaulichte. „Die üppige Illustration mit Fotos, die sinnfällig im Text beschriebene Sequenzen erläutern, hat neue Standards für Filmbücher gesetzt“, schrieb die tageszeitung 1999. Die FAZ bezeichnete die Bücher 2002 als die „beste deutsche Filmbuchreihe“, vier der Bände (über Quentin Tarantino, Joel & Ethan Coen, Martin Scorsese und Aki Kaurismäki) wurden von der Zeitschrift epd Film als jeweils „bestes Filmbuch des Jahres“ ausgezeichnet. Die Bände über die Coen-Brüder und Tim Burton brachte Titan Books als englischsprachige Lizenzausgaben heraus. In der Reihe Stars! erschienen von 2001 bis 2005 Porträts über Schauspielerinnen und Schauspieler des Gegenwartskinos wie George Clooney, Cameron Diaz, Julia Roberts oder zuletzt Johnny Depp. 2004 übernahm der Verlag das gesamte Filmbuchsegment des Berliner Jovis-Verlags.
In den folgenden Jahren erweiterte der Verlag das Programm in verschiedene Richtungen: Die Reihe Deep Focus ist für ausgesuchte filmwissenschaftliche Arbeiten konzipiert, darunter u. a. Bücher über Sergio Leone, Lars von Trier, Dario Argento, Ida Lupino, Helmut Käutner und über den Film Der weiße Hai. Die von Marcus Stiglegger herausgegebene Reihe Medien/Kultur ist kulturwissenschaftlich und interdisziplinär ausgerichtet und widmet sich neben Film und Fernsehen auch anderen Medien wie Games und Internet. Für pointierte, streitbare Essays insbesondere zur populären Kultur ist in der kleinformatigen Reihe Kultur & Kritik Platz. Und von 2007 bis 2016 gaben Jochen Brunow und die Carl-Mayer-Gesellschaft – unterstützt von der Beauftragten der Bundesregierung für Kultur und Medien – den Film- und Drehbuch-Almanach Scenario im Bertz + Fischer Verlag heraus. Seit 2010 erscheinen politische Sachbücher in den Reihen Sexual Politics, Texte zur Zeit, Kapital & Krise, Realität der Utopie und Politik aktuell. In der Reihe Sexual Politics erschien z. B. das Sachbuch Lob der offenen Beziehung. Über Liebe, Sex, Vernunft und Glück von Oliver Schott (2014 auch auf Englisch: In Praise of Open Relationships. On Love, Sex, Reason, and Happiness).
Zahlreiche Publikationen entstehen in Kooperation mit Institutionen aus dem Filmbereich wie der Deutschen Kinemathek – Museum für Film und Fernsehen oder der DEFA-Stiftung. So erschienen beispielsweise von 2003 bis 2020 die Publikationen der Retrospektive der Berlinale im Bertz + Fischer Verlag. Zu den weiteren Kooperationspartnern zählen der Fernsehsender arte, das Internationale Symposium zum Film in Bremen, die Bundeszentrale für politische Bildung, die Deutsche Filmakademie, das Dokumentar- und Animationsfilmfestival Leipzig, das Europäische Institut des Kinofilms in Karlsruhe, das Filmfest München, die Friedrich-Wilhelm-Murnau-Stiftung, die Internationalen Filmfestspiele Berlin (Berlinale), das DFF – Deutsches Filminstitut & Filmmuseum, das Internationale Frauen Film Fest Dortmund+Köln sowie das Jüdische Museum Wien.
Mit „Jansens Kino“, einer akustischen Filmgeschichte von Peter W. Jansen auf 50 CDs, startete der Verlag 2003 zudem sein Hörbuchsegment. 2006 folgte die Reihe „original + ungekürzt“, in der vollständige Lesungen von Klassikern der Weltliteratur im englischen Original erscheinen. 2008 kamen mit „Get Shakespeare! Fast and Easy“ und „Crime Wave“ weitere englischsprachige Hörbuchreihen hinzu.
Zu den Autorinnen und Autoren des Verlages gehören zahlreiche renommierte Filmpublizisten und Filmwissenschaftler wie Michael Althen, Lars-Olav Beier, Elisabeth Bronfen, Brigitte Desalm, Thomas Elsaesser, Robert Fischer, Malte Hagener, Peter W. Jansen, Andreas Kilb, Katja Nicodemus, Enno Patalas, Hans Helmut Prinzler, Erika Richter, Rainer Rother, Ralf Schenk, Marcus Stiglegger, und Georg Seeßlen sowie Regisseure wie Dominik Graf, Christian Petzold, Volker Schlöndorff und Wim Wenders.
Der von Karin Herbst-Meßlinger, Rainer Rother und Annika Schaefer herausgegebene Katalog Weimarer Kino – neu gesehen wurde mit dem Willy-Haas-Preis 2018 für eine bedeutende internationale Publikation zum deutschsprachigen Film ausgezeichnet.
Seit März 2020 wird die Zeitschrift PROKLA im Verlag veröffentlicht.
2021 erhielt der Verlag den Deutschen Verlagspreis durch die Beauftragte der Bundesregierung für Kultur und Medien.
2022 beginnt die Kooperation mit dem Frankfurter Institut für Sozialforschung, das im Bertz + Fischer Verlag seine Reihe „Ifs Aus der Reihe“ herausgibt.